# Vetřelec 3
Vetřelec 3 (v anglickém originále Alien 3) je americký sci-fi film, který v roce 1992 natočil režisér David Fincher jako pokračování úspěšného prvního a druhého dílu Vetřelec a Vetřelci. V hlavní roli vystupuje opět Sigourney Weaver.

## Děj
Film navazuje na předchozí díl, v němž Ellen Ripleyová na mariňácké lodi Sulaco porazila vetřelčí královnu, načež společně s Newt, Hicksem a androidem Bishopem ulehla do kryogenického spánku. Avšak královna před tím stačila naklást do lodi dvě vejce. Z jednoho z nich se vylíhne facehugger, který napadne Ripleyovou ve spánku a naklade do ní zárodek vetřelce. Na lodi propukne požár, kvůli čemuž lodní počítač všechny hibernační komory vystřelí v záchranném modulu na planetu Fiorina „Fury“ 161, kde se nachází slévárenské zařízení, v němž žije skupinka mužských vězňů jakožto poslední údržba tamního zařízení. Záchranný modul se zřítí poblíž vězeňského zařízení. Když v nestřeženém okamžiku pronikne do modulu pes jednoho z vězňů, objeví se druhý facehugger, který se mezitím vylíhl, a naklade zárodek do býka.
Ripleyová je probuzena Clemensem, vězeňským lékařem, který jí informuje, že je jedinou přeživší. Ripleyová proto naléhá, aby na mrtvolách byla provedena pitva za účelem nálezu vetřelčího embrya, avšak Clemens nic nenalézá. Následně jsou mrtvoly Newt a Hickse zpopelněny a nenávratně poškozený Bishop odvezen na smetiště.
Mezitím se v nitru vězeňského zařízení zrodí z hrudníku psa mladý vetřelec, který rychle dorůstá do dospělosti a později zabíjí Murphyho, Boggse a Rainse, zatímco vězeň Golic zešílí. Ripleyová si je jistá, že se společně s ní dostal na planetu i vetřelec, proto se rozhodne aktivovat Bishopa a získat odpovědi. To se jí zadaří; ještě před definitivním zkratem jí Bishop potvrdí její teorii. Ripleyová varuje Andrewse, ale ten jí stejně nevěří a podotýká, že stejně nemají žádné zbraně a jejich jedinou nadějí je loď Společnosti letící pro Ripleyovou.
Vetřelec překvapí Ripleyovou a Clemense v ošetřovně, kde Clemes umírá. Nicméně vetřelec Ripleyovou kupodivu ušetří. Následně vetřelec zabíjí i Andrewse. Ripleyová proto shromáždí zbývající vězně a navrhuje nalít hořlavý toxický odpad do ventilace a tím vetřelce zabít. Nicméně dojde k předčasnému výbuchu a nejen, že vetřelec přežívá, ale umírá i několik vězňů. Avšak Ripleyové je podezřelé, že ji vetřelec odmítá zabít, proto se společně s Aaronem vydává do záchranného modulu, kde se Ripleyová zkontroluje pomocí lékařského vybavení. Tehdy přijde šok; v hrudníku jí pomalu roste embryo vetřelčí královny. Dojde jí, že se Společnost jistě opět pokusí zmocnit se vetřelce coby biologické zbraně.
Ripleyová se tedy vydává za vetřelcem se záměrem, aby ji zabil a ona zemřela společně s královnou, ale vetřelec ji nezabije. S tímto požadavkem přijde i za vězni, ale ti souhlasí pouze v případě, že jim Ripleyová pomůže zabít vetřelce. Vymyslí plán, jak přilákat vetřelce do slevárny, kde jej chtějí zalít roztaveným olovem. Plán sice vyjde, ale umírají všichni zbylí vězni kromě Morse, Aarona a Dillona. Dillon zůstává ve slévárně a přiláká vetřelce, načež jsou oba zaliti olovem. Když se zdá, že je vetřelec mrtvý, vyskočí z olova ven, ale Ripleyová spustí vodní systém chlazení. Náhlé ochlazení vetřelcova těla způsobí, že exploduje. Vetřelec je mrtvý.
Ripleyová se postaví na okraj obří nádoby s roztaveným olovem. Do zařízení vtrhne komando Společnosti, včetně pravého Bishopa (tvůrce jeho androidího protějšku). Bishop přemlouvá Ripleyovou, že jsou schopni jí embryo vetřelčí královny vyoperovat. Ripleyová však odmítá a vyhrožuje, že skočí do nitra pece s olovem. Aaron se pokusí Bishopa zabít montážním klíčem, ale je zastřelen, zatímco Morse, stojící za ovládáním jeřábu, na němž Ripleyová stojí, je střelen do nohy. Ripleyová se rozhodne; skočí do lázně s olovem, kde umírá společně s vetřelčí královnou, která se v témže okamžiku začala líhnout. Společnost tedy celé zařízení uzavírá a s prázdnýma rukama odvádí Morse pryč.

## Obsazení
| Sigourney Weaver        | Ellen Ripleyová     |
| Charles S. Dutton       | Leonard Dillon      |
| Charles Dance           | Jonathan Clemens    |
| Paul McGann             | Walter Golic        |
| Brian Glover            | Harold Andrews      |
| Ralph Brown             | Francis Aaron       |
| Daniel Webb             | Robert Morse        |
| Christopher John Fields | Daniel Rains        |
| Holt McCallany          | Junior              |
| Lance Henriksen         | Bishop              |
| Christopher Fairbank    | Thomas Murphy       |
| Carl Chase              | Frank Ellis         |
| Leon Herbert            | Edward Boggs        |
| Vincenzo Nicoli         | Alan Jude           |
| Pete Postlethwaite      | David Postlethwaite |
| Philip Davis            | Kevin Dodd          |
| Peter Guinness          | Peter Gregor        |
| DeObia Oparei           | Arthur Walkingstick |

## Zajímavosti
- Alternativní scénář k třetímu dílu,[1] napsal William Gibson, známý svým cyberpunkovým románem Neuromancer. Scénář byl ale producenty zamítnut. Jedním z důvodů mohlo být i to, že se měl odehrávat na vesmírné stanici ve stylu Sovětského svazu.
- Režisérský sestřih Assembly Cut je o 41 minut delší než klasická verze pro kinosály, což ji dělá nejvíce rozšířenou režisérskou verzí ze všech filmů, které jsou součástí setu Alien Quadrilogy vydaného v roce 2003. Ten obsahuje dohromady 9 disků včetně alternativních dějových linií, vyškrtnutých scén a bonusových disků. První díl Vetřelce je delší o 20 minut, druhý o 17 minut, čtvrtý o 10 minut.[2]
- V klasické verzi je první obětí vetřelce pes jednoho z vězňů, v režisérské verzi jeden z volů chovaných ve vězeňské stanici.